# دهستان شوردشت
شوردشت دهستانی است از توابع بخش شرا شهرستان همدان در استان همدان ایران.

## جمعیت
براساس سرشماری سال ۱۳۸۵ جمعیت آن ۷٬۶۷۵ نفر (۱٬۷۵۰ خانوار) بوده‌است.